# Fuga
|  | Per a altres significats, vegeu «Fuga (desambiguació)». |

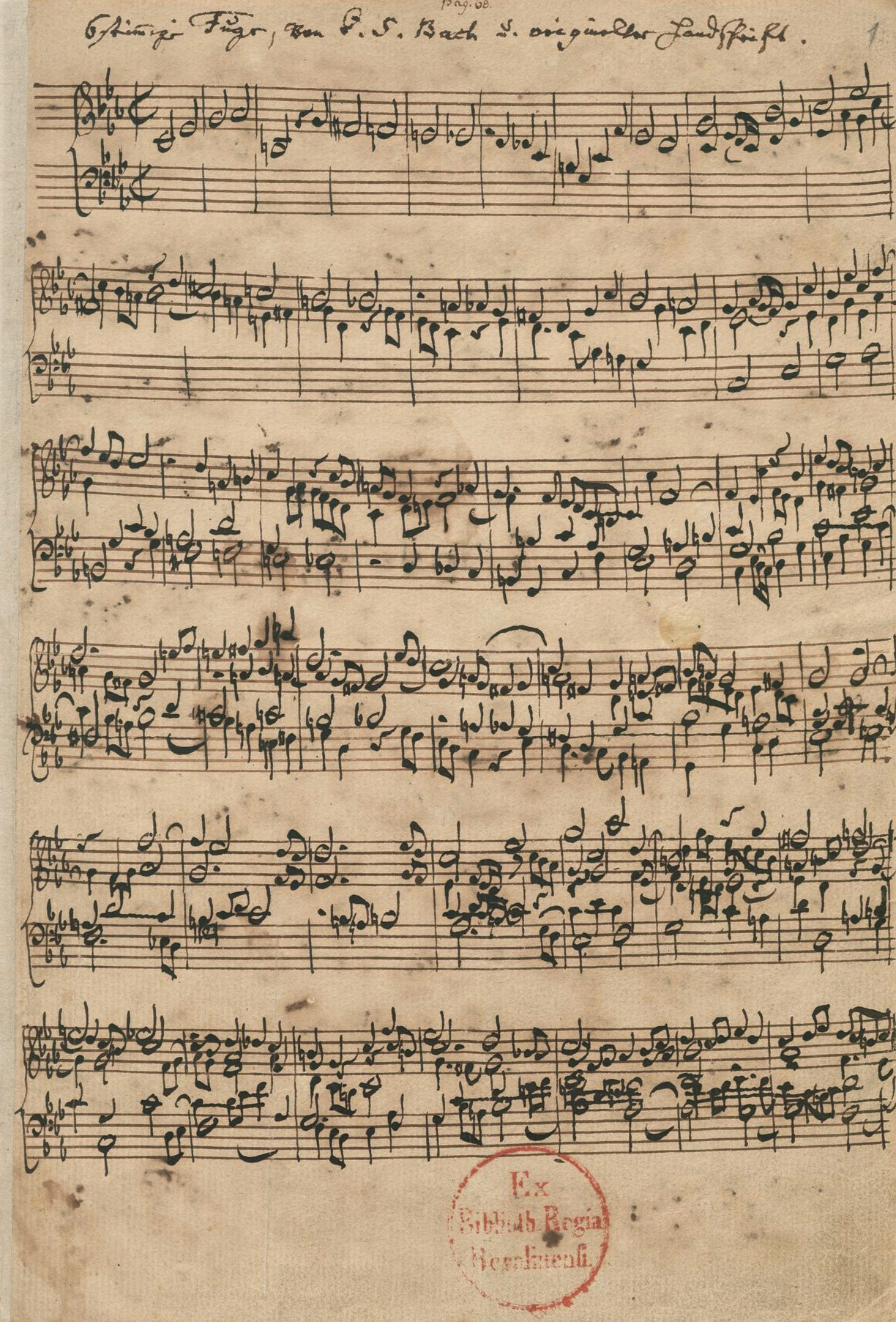
Una fuga a sis veus que forma part de l'Ofrena Musical de Johann Sebastian Bach segons un manuscrit autògraf.

Fuga, en música, és un tipus de composició contrapuntística, per tant polifònica, composta per a un nombre determinat de parts, normalment anomenades veus.
Tal com suggereix el nom, es tracta d'una tècnica musical en què s'utilitza el contrapunt imitatiu com a textura predominant: hi ha un tema principal (anomenat subjecte) que es repeteix durant la peça passant per les veus. L'efecte resultant és la imitació: sembla que les veus fugin de les altres.
Malgrat el fet que la fuga escolàstica estigui tan ben determinada, la gran majoria de compositors, a l'hora de compondre'n no en segueixen el patró estricte, sinó que es prenen llibertat en certs aspectes. És per això que cada fuga és única, malgrat les característiques que compleixen totes.

## Estructura
La fuga presenta una estructura monotemàtica o pluritemàtica. El tema principal és anomenat "subjecte", mentre que els secundaris (que poden sonar simultàniament amb el subjecte), són anomenats "contrasubjectes". El subjecte (i sovint els contrasubjectes) s'exposen per part de totes les veus en l'exposició. Després d'un episodi, sol venir el desenvolupament, on el compositor pot utilitzar una sèrie de tècniques contrapuntístiques per enriquir la fuga, així com modulacions (les més corrents són al to del relatiu o el to de la dominant; tanmateix, a partir del romanticisme, sobretot, es modula més lluny). Abans del final de la fuga, es sol trobar un stretto, on el tema inicial és repetit per les veus de manera que abans que una veu hagi acabat d'exposar-lo, la següent ja hagi començat. Sovint, la fuga s'acaba amb un pedal de tònica i/o dominant. L'última vegada que s'exposa el subjecte sol ser amb la tonalitat inicial.

## Tipus
Existeixen diversos tipus de fuga:
- la fuga simple té un únic subjecte, i no fa servir el contrapunt invertit.[1]
- la fuga doble té dos subjectes que generalment es desenvolupen simultàniament. De manera similar, una fuga triple en té tres.[2][3] Existeixen dos tipus diferents de fugues dobles i triples
  - les fugues en què el segon o tercer subjecte es presenten simultàniament amb el subjecte durant l'exposició (com en el Kyrie eleison del Rèquiem de Mozart)
  - les fugues on tots tres subjectes tenen les seves pròpies exposicions en algun punt, i no es combinen fins més endavant (com en el cas de la Fuga de Santa Anna en mi major de Bach, BWV 552)[2][4]
- la contrafuga és una fuga on la primera resposta es presenta com a subjecte en inversió, i el subjecte invertit apareix repetidament al llarg de la fuga.[2]
- la fuga amb permutació descriu un tipus de composició en què es combinen els elements de la fuga i de cànon estrictes.[5] Cada veu entra en successió amb el subjecte; cada entrada alterna entre tònica i dominant, i cada veu, després d'haver exposat el subjecte, continua exposant dos o més temes (o contrasubjectes), que s'han de concebre el contrapunt invertit correcte. Difereixen de les fugues convencionals ja que no hi ha episodis connectors, ni exposicions dels temes en claus relacionades;[5] a més, el contrapunt invertit és essencial per a les fugues amb permutació, però no es troba en les fugues simples.[6]
- una fughetta és una fuga curta que té les mateixes característiques que una fuga. Sovint, la composició en contrapunt no és estricta, i l'ambientació és menys formal.

## Cronologia

### Edat mitjana
El terme era àmpliament emprat per anomenar qualsevol treball d'estil canònic; en el Renaixement, arriba a denotar treballs específics d'imitació.

### Seglexvii
El terme fuga ha descrit el que es coneix com el procediment més complet i desenvolupat d'imitació del contrapunt. Una fuga comença amb un tema principal, el subjecte, que llavors sona successivament en cadascuna de les veus en imitació; l'exposició es completa quan han entrat totes les veus; normalment després segueix un passatge de connexió, o episodi, on es desenvolupa material que ja s'ha escoltat; altres entrades del subjecte s'escolten alternades en tonalitats relatives. S'alternen episodis i entrades fins a l'entrada final del subjecte, punt en què la música ha tornat a la tonalitat principal, al qual sovint segueix el material que tanca o coda. En aquest sentit, la fuga és un estil de composició, més que una estructura fixa. Encara que hi ha certes pràctiques establertes, en l'escriptura de l'exposició, per exemple, els compositors s'acosten a l'estil en molts graus de llibertat i individualitat.

### Barroc
La forma evolucionà durant el segle xvii de diversos tipus de composicions de contrapunt, com capritxos, canzonas i fantasies. En el mitjà i tardà barroc, els compositors com Dietrich Buxtehude (1637-1707) i Johann Pachelbel (1653-1706) contribuïren notòriament al desenvolupament de la fuga, i la forma va atènyer la màxima maduresa en els treballs de Johann Sebastian Bach (1685-1750). Amb el declivi de sofisticats estils contrapuntístics a la fi del Barroc, la popularitat de la fuga minvà, eventualment donant pas a altres gèneres en què predominaven textures menys polifòniques i estructures més tancades com en el cas de la sonata.

### Des del classicisme fins a l'actualitat
Durant el classicisme la fuga no era un tipus de composició musical central. Malgrat tot, compositors des del 1750 fins al dia d'avui escriuen i estudien la fuga amb diversos propòsits. Apareix en els treballs de Mozart (Kyrie Eleison) o a la fi del Missa Solemnis de Beethoven, i molts compositors com Anton Reicha (1770-1836) i Dmitri Xostakóvitx (1906-1975) van escriure cicles de fugues; i també es poden trobar fugues com moviments de sonates, entre d'altres.

### En la música popular
Durant el segle xx diversos músics populars es van fer servir d'aquest procediment compositiu en les seves obres, amb més o menys llibertat. És coneguda la Fuga y misterio del bandoneonista argentí Ástor Piazzolla, i també les execucions de peces de Bach per virtuosos de la guitarra elèctrica del món del heavy metal. Els britànics Emerson, Lake & Palmer, músics de rock progressiu amb formació clàssica, han fet servir aquesta forma musical amb freqüència.